# Operation Foxley
Operation Foxley var en brittisk plan under andra världskriget som gick ut på att mörda Adolf Hitler. Operationen genomfördes aldrig, men det fanns tankar på att genomföra den antingen den 13 eller 14 juli 1944 när Adolf Hitler besökte Berghof.